# درام أرميني
الدرام (بالأرمنية: դրամ)، العلامة: ֏، أيزو 4217: AMD) هو عملة أرمينيا وتستخدم أيضًا في جمهورية أرتساخ المجاورة غير المعترف بها. ويتكون الدرام من 100 لوما صادرة عن بنك أرمينيا المركزي.

## العملات المعدنية
أصدرت السلسلة الأولى في عام 1994 وتبعتها السلسلة الثانية في عامي 2003 و2004. أصدر البنك المركزي أيضًا عددًا كبيرًا من العملات التذكارية للبيع للهواة.

### السلسلة الأولى (1994-2002)
أصدرت السلسلة المعدنية الأولى في عام 1994 وكانت من فئات 10 و20 و50 لوما و1 و3 و5 و10 درام. العملات المعدنية متداولة رسميًا ولكن نادرًا ما تستخدم بسبب قيمتها المنخفضة.
| السلسلة الأولى (1994)                                                                        | السلسلة الأولى (1994) | السلسلة الأولى (1994) | السلسلة الأولى (1994) | السلسلة الأولى (1994) | السلسلة الأولى (1994) | السلسلة الأولى (1994) | السلسلة الأولى (1994) | السلسلة الأولى (1994) | السلسلة الأولى (1994) | السلسلة الأولى (1994) | السلسلة الأولى (1994) | السلسلة الأولى (1994) |
| الصورة                                                                                       | الصورة                | القيمة                | المعايير الفنية       | المعايير الفنية       | المعايير الفنية       | الوصف                 | الوصف                 | الوصف                 |                       |                       |                       |                       |
| الوجه                                                                                        | الظهر                 | القيمة                | القطر                 | الوزن                 | التكوين               | الحافة                | الوجه                 | الظهر                 |                       |                       |                       |                       |
| -------------------------------------------------------------------------------------------- | --------------------- | --------------------- | --------------------- | --------------------- | --------------------- | --------------------- | --------------------- | --------------------- | --------------------- | --------------------- | --------------------- | --------------------- |
|                                                                                              |                       | 10 لوما               | 16 ملم                | 0.6 جرام              | ألومنيوم              | أملس                  | شعار أرمينيا          | القيمة وسنة الإصدار   |                       |                       |                       |                       |
|                                                                                              |                       | 20 لوما               | 18 ملم                | 0.75 جرام             | ألومنيوم              | أملس                  | شعار أرمينيا          | القيمة وسنة الإصدار   |                       |                       |                       |                       |
|                                                                                              |                       | 50 لوما               | 20 ملم                | 0.95 جرام             | ألومنيوم              | أملس                  | شعار أرمينيا          | القيمة وسنة الإصدار   |                       |                       |                       |                       |
|                                                                                              |                       | 1 درام                | 22 ملم                | 1.4 جرام              | ألومنيوم              | مقصب                  | شعار أرمينيا          | القيمة وسنة الإصدار   |                       |                       |                       |                       |
|                                                                                              |                       | 3 درام                | 24 ملم                | 1.65 جرام             | ألومنيوم              | مقصب                  | شعار أرمينيا          | القيمة وسنة الإصدار   |                       |                       |                       |                       |
|                                                                                              |                       | 5 درام                | 26 ملم                | 2 جرام                | ألومنيوم              | أملس                  | شعار أرمينيا          | القيمة وسنة الإصدار   |                       |                       |                       |                       |
|                                                                                              |                       | 10 درام               | 28 ملم                | 2.3 جرام              | ألومنيوم              | أملس                  | شعار أرمينيا          | القيمة وسنة الإصدار   |                       |                       |                       |                       |
| هذه الصور هي بمقياس 2.5 بكسل لكل ملم. For table standards, see the coin specification table. |                       |                       |                       |                       |                       |                       |                       |                       |                       |                       |                       |                       |

### السلسلة الثانية (2003-الآن)
| السلسلة الثانية (2003-2004)                                                                  | السلسلة الثانية (2003-2004) | السلسلة الثانية (2003-2004) | السلسلة الثانية (2003-2004) | السلسلة الثانية (2003-2004) | السلسلة الثانية (2003-2004)                   | السلسلة الثانية (2003-2004) | السلسلة الثانية (2003-2004) | السلسلة الثانية (2003-2004) |
| الصورة                                                                                       | الصورة                      | القيمة                      | المعايير الفنية             | المعايير الفنية             | المعايير الفنية                               | الوصف                       | الوصف                       | الوصف                       |
| الوجه                                                                                        | الظهر                       | القيمة                      | القطر                       | الوزن                       | التكوين                                       | الحافة                      | الوجه                       | الظهر                       |
| -------------------------------------------------------------------------------------------- | --------------------------- | --------------------------- | --------------------------- | --------------------------- | --------------------------------------------- | --------------------------- | --------------------------- | --------------------------- |
|                                                                                              |                             | 10 درام                     | 20 ملم                      | 1.3 جرام                    | ألومنيوم                                      | مقصب                        | شعار أرمينيا                | القيمة وسنة السك            |
|                                                                                              |                             | 20 درام                     | 20.5 ملم                    | 2.75 جرام                   | نحاس مغطى بالفولاذ                            | أملس                        | شعار أرمينيا                | القيمة وسنة السك            |
|                                                                                              |                             | 50 درام                     | 21.5 ملم                    | 3.45 جرام                   | نحاس أصفر مغطى بالفولاذ                       | مقصب                        | شعار أرمينيا                | القيمة وسنة السك            |
|                                                                                              |                             | 100 درام                    | 22.5 ملم                    | 4 جرام                      | نيكل مغطى بالفولاذ                            | مقصب                        | شعار أرمينيا                | القيمة وسنة السك            |
|                                                                                              |                             | 200                         | 24 ملم                      | 4.5 جرام                    | نحاس أصفر                                     | مقصب                        | شعار أرمينيا                | القيمة وسنة السك            |
|                                                                                              |                             | 500 درام                    | 22 ملم                      | 5 جرام                      | ثنائية المعدن مركز نيكل نحاسي وحلقة نحاس أصفر | مقصب جزئيًا                  | شعار أرمينيا                | القيمة وسنة السك            |
| هذه الصور هي بمقياس 2.5 بكسل لكل ملم. For table standards, see the coin specification table. |                             |                             |                             |                             |                                               |                             |                             |                             |

## الأوراق النقدية

### السلسلة الأولى (1993-1998)
أصدرت أوراق نقدية من فئات 10 و25 و50 و100 و200 و500 درام في 22 نوفمبر 1993. وتبعها إصدار 1000 و5000 درام في وقت لاحق.
| السلسلة الأولى (1993-1998)             | السلسلة الأولى (1993-1998) | السلسلة الأولى (1993-1998) | السلسلة الأولى (1993-1998) | السلسلة الأولى (1993-1998) | السلسلة الأولى (1993-1998)                   | السلسلة الأولى (1993-1998)                         | السلسلة الأولى (1993-1998) | السلسلة الأولى (1993-1998) | السلسلة الأولى (1993-1998) |
| الصورة                                 | الصورة                     | القيمة                     | الأبعاد                    | اللون الأساسي              | الوصف                                        | الوصف                                              |                            |                            |                            |
| الوجه                                  | الظهر                      | القيمة                     | الأبعاد                    | اللون الأساسي              | الوجه                                        | الظهر                                              |                            |                            |                            |
| -------------------------------------- | -------------------------- | -------------------------- | -------------------------- | -------------------------- | -------------------------------------------- | -------------------------------------------------- | -------------------------- | -------------------------- | -------------------------- |
|                                        |                            | 10 درام                    | 125 x 62 ملم               | بني وبنفسجي                | محطة قطار يريفان وتمثال دافيد ساسون          | جبل أرارات                                         |                            |                            |                            |
|                                        |                            | 25 درام                    | 125 x 62 ملم               | أصفر وبني وأزرق            | لوح مسماري أورارتي ونقش أسد من قلعة إيريبوني | الحلى                                              |                            |                            |                            |
|                                        |                            | 50 درام                    | 125 x 62 ملم               | أزرق وأحمر                 | معرض أرمينيا الوطني ومتحف التاريخ في أرمينيا | مبنى جمعية أرمينيا الوطنية                         |                            |                            |                            |
|                                        |                            | 100 درام                   | 125 x 62 ملم               | أزرق وبنفسجي وأحمر         | جبل أرارات وكاتدرائية زفارتنوتس              | مسرح أوبرا يريفان                                  |                            |                            |                            |
|                                        |                            | 200 درام                   | 135 x 62 ملم               | بني وأخضر وأصفر وأحمر      | كنيسة القديس هريبسيم في فاغارشابات           | الحلى                                              |                            |                            |                            |
|                                        |                            | 500 درام                   | 135 x 62 ملم               | أخضر وبني وأزرق            | جبل أرارات وتترادراخما ديكرانوس الثاني       | الحلى                                              |                            |                            |                            |
|                                        |                            | 1,000 درام                 | 145 x 68 ملم               | بني وبرتقالي               | تمثال ميسروب ماشدوتس ومتحف ماتنادران         | نصب من القرن السابع في أغيتو                       |                            |                            |                            |
|                                        |                            | 5,000 درام                 | 145 x 71 ملم               | أخضر وأصفر وأرجواني        | معبد غارني                                   | رأس برونزي للإلهة أناهيت محفوظ في المتحف البريطاني |                            |                            |                            |
| هذه الصور بمقياس 0.7 بيكسل كل ميليمتر. |                            |                            |                            |                            |                                              |                                                    |                            |                            |                            |

### السلسلة الثانية (1998–2017)
| السلسلة الثانية (1998–2017)            | السلسلة الثانية (1998–2017) | السلسلة الثانية (1998–2017) | السلسلة الثانية (1998–2017) | السلسلة الثانية (1998–2017) | السلسلة الثانية (1998–2017)                     | السلسلة الثانية (1998–2017)                                                                                    | السلسلة الثانية (1998–2017) | السلسلة الثانية (1998–2017) |
| الصورة                                 | الصورة                      | القيمة                      | الأبعاد                     | اللون الأساسي               | الوصف                                           | الوصف |                             |                             |
| الوجه                                  | الظهر                       | القيمة                      | الأبعاد                     | اللون الأساسي               | الوجه                                           | الظهر |                             |                             |
| -------------------------------------- | --------------------------- | --------------------------- | --------------------------- | --------------------------- | ----------------------------------------------- | --- | --------------------------- | --------------------------- |
|                                        |                             | 50 درام                     | 122 x 65 ملم                | وردي وأزرق وبيج             | آرام خاتشاتوريان (1903–1978) ومسرح أوبرا يريفان | مشهد من باليه جيان وجبل أرارات                                                                                 |                             |                             |
|                                        |                             | 100 درام                    | 122 x 65 ملم                | أزرق وبيج                   | فيكتور أمبارتسوميان (1908–1996)                 | مرصد بيوراكان                                                                                                  |                             |                             |
|                                        |                             | 500 درام                    | 129 x 72 ملم                | بيج                         | ألكسندر تامانيان (1878–1936)                    | مقر الحكومة، يريفان صممه ألكسندر تامانيان                                                                      |                             |                             |
|                                        |                             | 1,000 درام                  | 136 x 72 ملم                | أخضر ووردي                  | يغيشي شارنتس (1897–1937)                        | صورة يريفان القديمة تصور مبنى جمهورية أرمينيا الأولى الحكومي                                                   |                             |                             |
|                                        |                             | 5,000 درام                  | 143 x 72 ملم                | أصفر وأخضر                  | هوفهانيس تومانيان (1869–1923)                   | مشهد طبيعي من لوري، من إحدى لوحات مارتيروس ساريان                                                              |                             |                             |
|                                        |                             | 10,000 درام                 | 150 x 72 ملم                | بنفسجي                      | أفيديك إساهاكيان (1875–1957)                    | صورة غيومري القديمة                                                                                            |                             |                             |
|                                        |                             | 20,000 درام                 | 155 x 72 ملم                | أصفر وأحمر وبني             | مارتيروس ساريان (1880–1972)                     | تفاصيل مشهد أرمني رسمه مارتيروس ساريان                                                                         |                             |                             |
|                                        |                             | 50,000 درام                 | 160 x 79 ملم                | بني وأحمر                   | كاتدرائية إتشميادزينه                           | القديس غريغوريوس المستنير والملك تيريدات الكبير يحملان رمز الكنيسة الرسولية الأرمنية. وخاتشكار من دير كيشاريس. |                             |                             |
|                                        |                             | 100,000 درام                | 160 x 72 ملم                | أزرق                        | أبجر الخامس                                     | أبجر الخامس يستلم منديل الرها من تداوس (غير مصور).                                                             |                             |                             |
| هذه الصور بمقياس 0.7 بيكسل كل ميليمتر. |                             |                             |                             |                             |                                                 | |                             |                             |

### السلسلة الثالثة (2017–الآن)
أصدرت سلسلة ثالثة من الأوراق النقدية في عام 2017، للاحتفال بالذكرى السنوية الخامسة والعشرين لعملة أرمينيا الوطنية. تضمنت هذه السلسلة نفس الفئات السابقة ولكن مع إضافت 2,000 وحذف أوراق 50 و100 و100,000 درام. طبعت مصنع ورق ويزينثال هذه السلسلة.
| السلسلة الثالثة (2017–الآن)            | السلسلة الثالثة (2017–الآن) | السلسلة الثالثة (2017–الآن) | السلسلة الثالثة (2017–الآن) | السلسلة الثالثة (2017–الآن) | السلسلة الثالثة (2017–الآن)                                                                       | السلسلة الثالثة (2017–الآن)                                                                                 | السلسلة الثالثة (2017–الآن) | السلسلة الثالثة (2017–الآن) |
| الصورة                                 | الصورة                      | القيمة                      | الأبعاد                     | اللون الأساسي               | الوصف                                                                                             | الوصف |                             |                             |
| الوجه                                  | الظهر                       | القيمة                      | الأبعاد                     | اللون الأساسي               | الوجه                                                                                             | الظهر |                             |                             |
| -------------------------------------- | --------------------------- | --------------------------- | --------------------------- | --------------------------- | ------------------------------------------------------------------------------------------------- | --- | --------------------------- | --------------------------- |
|                                        |                             | 500 درام                    | 140 × 76 ملم                | بني وبيج                    | تمثال يحتوي على جزء من سفينة نوح (يسار)؛ نقش فريدريش باروت من كاتدرائية إتشميادزينه مع جبل أرارات | نقش يعقوب كارولسفيلد عن النبي نوح وأفراد عائلته وحيوانات وجبل أرارات في الخلفية                             |                             |                             |
|                                        |                             | 1,000 درام                  | 130 × 72 ملم                | بنفسجي                      | باروير سيفاك (1924–1971)، قصائد                                                                   | منزل باريور سيفاك (متحف) وزانقاكاتون وتمثال سيفاك                                                           |                             |                             |
|                                        |                             | 2,000 درام                  | 135 × 72 ملم                | بني                         | ديكران بيدروسيان (1929–1984)، رقعة الشطرنج                                                        | بيت تيغران بيتروسيان للشطرنج (يريفان) وتمثال بتروسيان                                                       |                             |                             |
|                                        |                             | 5,000 درام                  | 140 × 72 ملم                | أحمر                        | ويليام سارويان (1908–1981)، أغلفة من كتب سارويان                                                  | تمثال سارويان (يريفان)                                                                                      |                             |                             |
|                                        |                             | 10,000 درام                 | 145 × 72 ملم                | بنفسجي                      | كوميتاس (1869–1935)                                                                               | مدرسة جيفورجيان وتمثال كوميتاس في فاغارشابات                                                                |                             |                             |
|                                        |                             | 20,000 درام                 | 150 × 72 ملم                | أخضر                        | إيفان إيفازوفسكي (1817–1900)                                                                      | معرض إيفازوفسكي الوطني للفنون وتمثال إيفازوفسكي فيودوسيا (القرم)                                            |                             |                             |
|                                        |                             | 50,000 درام                 | 155 × 72 ملم                | ذهبي                        | غريغوريوس المستنير (257–331)، مخطوطات تروي حياة القديس غريغوريوس، صور قبة كاتدرائية إتشميادزينه   | دير خور فيراب وسهل أرارات وشاهد قبر القديس غريغوريوس المستنير (فاغارشابات) وتمثال القديس غريغوريوس المستنير |                             |                             |
| هذه الصور بمقياس 0.7 بيكسل كل ميليمتر. |                             |                             |                             |                             |                                                                                                   | |                             |                             |

## وصلات خارجية
- الأوراق النقدية لأرمينيا (بالإنجليزية) (بالألمانية)